# St. Barbara (Eixlberg)

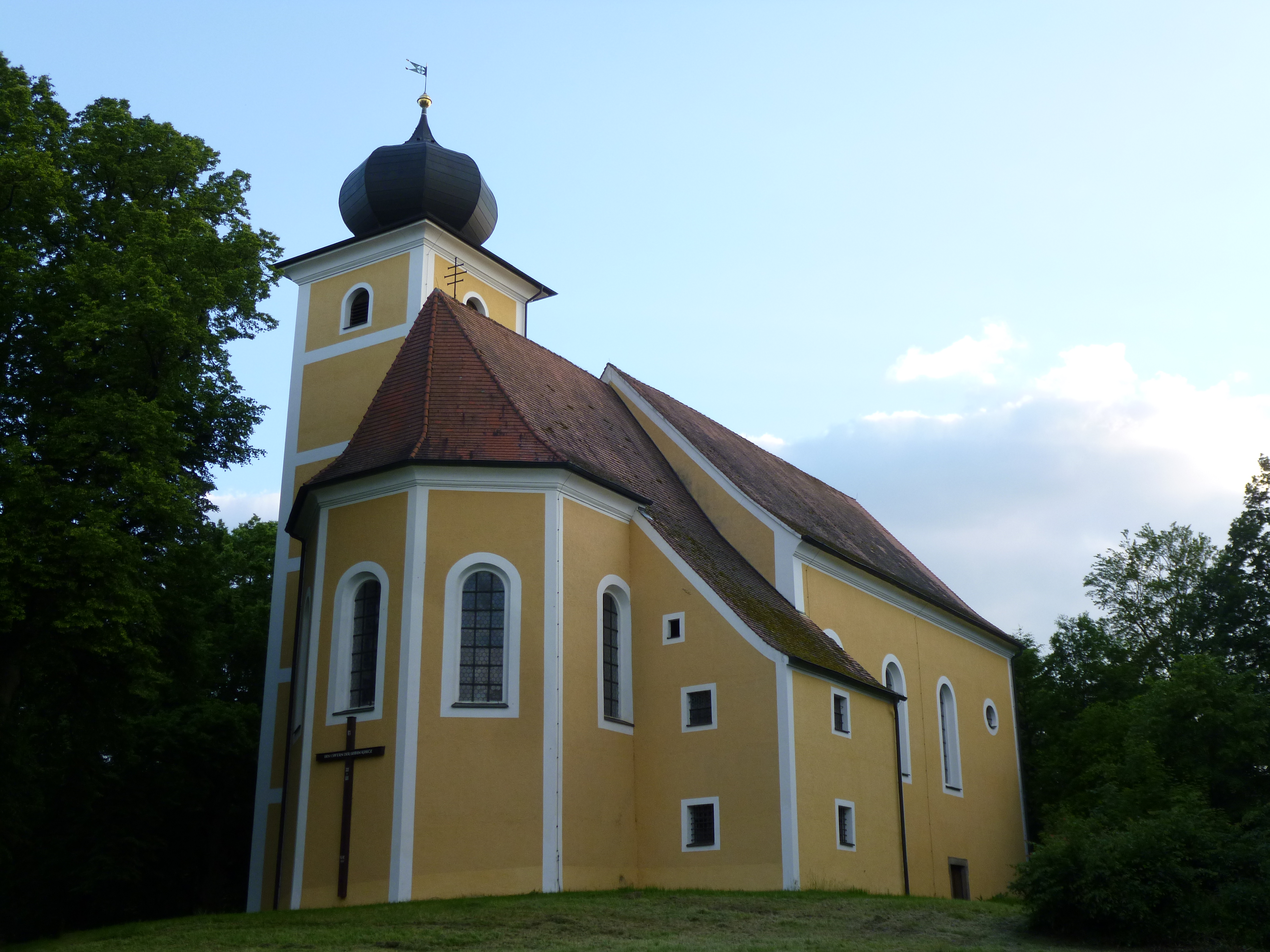
St. Barbara (Eixlberg)

Die römisch-katholische, denkmalgeschützte Wallfahrtskirche St. Barbara steht in Eixlberg, einem Gemeindeteil der Stadt Pfreimd im Landkreis Schwandorf der Oberpfalz. Sie ist dem Bistum Regensburg zugeordnet. Das Bauwerk ist unter der Denkmalnummer D-3-76-153-42 als Baudenkmal in die Bayerische Denkmalliste eingetragen.

## Geschichte
Nach nicht gesicherten Angaben wurde bereits 1342 durch Landgraf Ulrich II. von Leuchtenberg eine Kapelle zu Ehren der heiligen Barbara von Nikomedien errichtet, die spätestens im 16. Jahrhundert Ziel einer Wallfahrt war. Diese Kapelle wurde 1621 während des Dreißigjährigen Krieges niedergebrannt, bis 1625 aber wieder aufgebaut. 1698 ordnete Herzog Maximilian Philipp von Leuchtenberg zur Wiederbelebung der Wallfahrt einen größeren Neubau an, der 1700–02 unter Leitung des Maurermeisters Johann Maier durchgeführt wurde.

## Beschreibung
Die Wandpfeilerkirche  besteht aus einem Langhaus mit vier Achsen, das mit einem Satteldach bedeckt ist, einem eingezogenen, dreiseitig geschlossenen Chor mit zwei Achsen, einem Chorflankenturm an dessen Südwand, der mit einer Zwiebelhaube bedeckt ist, und der ihm gegenüber liegenden Sakristei unter dem Schleppdach des Chors an der Nordwand. 
Der Innenraum des Langhauses, in dem eine doppelstöckige Empore eingebaut wurde, ist mit einem Tonnengewölbe überspannt, das auf den wandständigen Pfeilern aufsitzt. Zur Kirchenausstattung gehört ein um 1720 gebauter Hochaltar, auf dessen Altarretabel Josef von Nazaret mit dem Jesuskind dargestellt ist. Seitlich stehen die Statuen des heiligen Georg und des heiligen Florian.

## Orgel

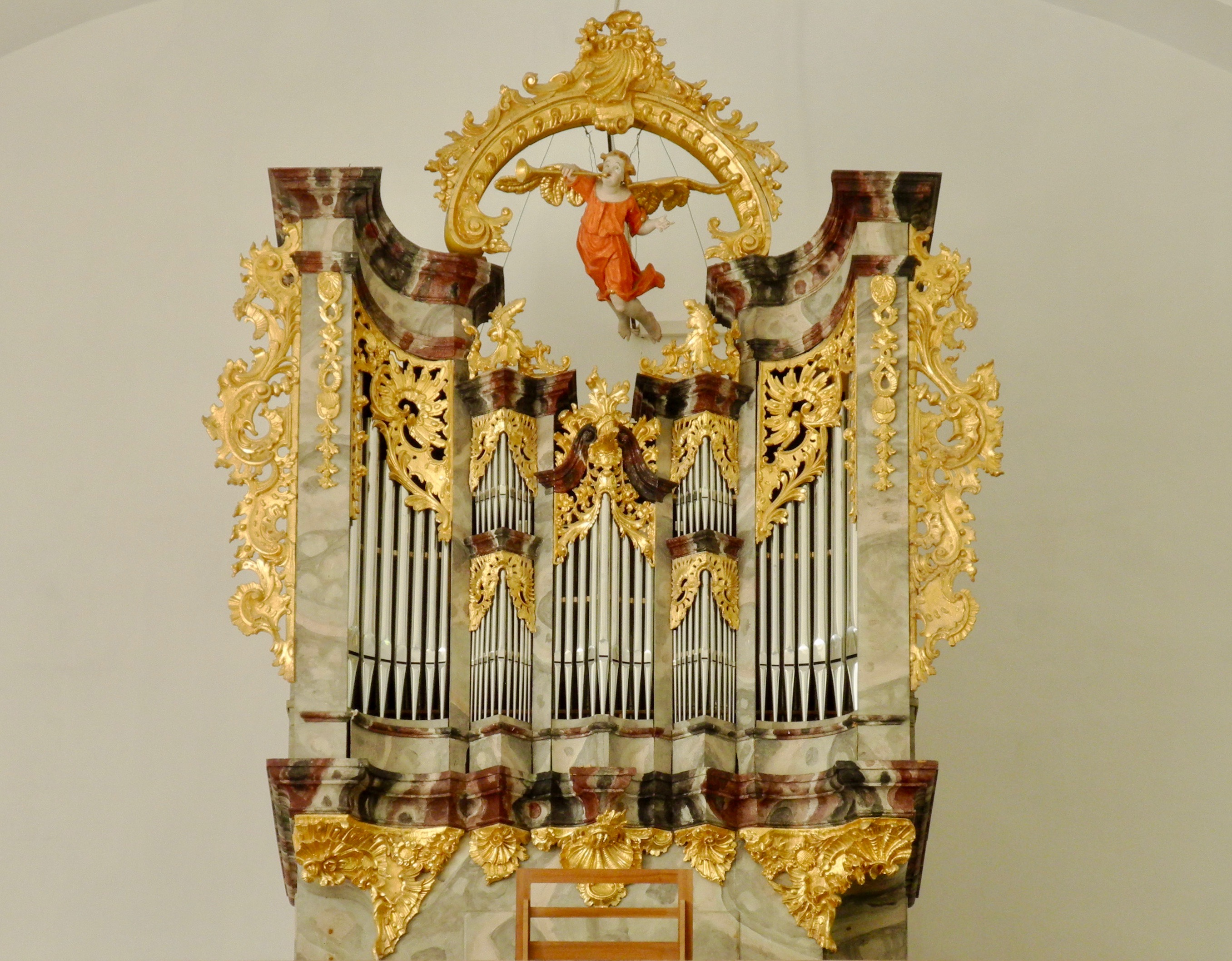
Die Weiß-Orgel

Die Orgel mit 10 Registern auf einem Manual und Pedal wurde 1752 von Andreas Weiß gebaut. Sie ist eines der drei erhaltenen Werke des Nabburger Orgelbauers (weiter: Allersburg 1765 und Ast 1771). Im Ersten Weltkrieg mussten allerdings die Zinnpfeifen im Prospekt (Octav 4') abgegeben werden. Die Orgel wurde 1972 von Eduard Hirnschrodt repariert und 1993 von August Hartmann renoviert. Nur wenige Holz- und kleine Metallpfeifen mussten erneuert werden. Die Disposition lautet:
| Manual CDEFGA–c3 |       |                  |
| Copula major     | 8′    |                  |
| Flöte            | 8′    |                  |
| Principal        | 4′    | (Zink, vor 1972) |
| Copula minor     | 4′    |                  |
| Quinte           | 2 ⁄3′ | (1972)           |
| Octav            | 2′    |                  |
| Octav            | 1′    |                  |
| Mixtur III       | 1′    |                  |

| Pedal CDEFGA–a |     |
| Subbaß         | 16′ |
| Octavbaß       | 8′  |